# Dan Ashworth
Dan Ashworth (Anglia, 1971. március 6. –) angol sportigazgató. Korábban a West Bromwich Albion, a Brighton & Hove Albion, a Newcastle United és a Manchester United sportigazgatója, illetve az Angol labdarúgó-szövetség fejlesztési igazgatója is volt.

## Pályafutása
1987 és 1989 között a College of West Anglia tanulója volt. Rövid labdarúgó pályafutása során játszott a Norwich City akadémiáján, az Eastbourne Town csapatában és a St. Leonards színeiben is. Ezt követően a West Florida Fury edzője lett az Egyesült Államokban, majd visszatért Angliába, hogy játsszon a Wisbech Town játékosaként. 2000-ben hagyta ott a csapatot.
Visszavonulását követően 2000-ben kinevezték a Peterborough United akadémiai igazgatójának. 2001-ben a Cambridge United fejlesztési igazgatója lett, mielőtt 2004-ben a West Bromwich Albion kinevezte asszisztens utánpótlásedzőnek. A vezetőedző távozása után ő lett az utánpótlás csapat menedzsere, mielőtt 2007 decemberében kinevezték sportigazgatónak.
In szerződtette 2012-ben az Angol labdarúgó-szövetség, ahol egészen 2018-ig dolgozott, lemondásáig. 2019 tavaszán nevezték ki a Brighton & Hove Albion sportigazgatójának, ahol három kifejezetten sikeres évet töltött el, mielőtt leszerződtette volna a Newcastle. 2024 februárjában, azt követően, hogy őt nézte ki a Manchester United új vezetősége a következő sportigazgatónak, a Newcastle felmentette munkavégzése alól és 20 millió fontot kért szerződtetéséért. Négy hónappal és sok jogi vitával később a két United 2024. július 1-én egyezett meg az igazgató csapatváltásáról. 2024 decemberében, mindössze öt hónappal kinevezése után, már el is hagyta a klubot.

## Díjak és elismerések
Egyéni
- Maurice Burlaz-trófea: 2017[13]